# Austin, Nevada
Quận Austin là một cộng đồng quận Lander thuộc tiểu bang Nevada, Hoa Kỳ.
Theo điều tra dân số của Cục điều tra dân số Hoa Kỳ năm 2004, cộng đồng này có dân số 340 người. 
Đây là một cộng đồng chưa hợp nhất nhỏ nằm ở quận Lander, Nevada, tại Hoa Kỳ. Cộng đồng này nằm trên sườn phía tây của dãy Toiyabe ở độ cao 6.605 foot (2.013 m). Xa lộ Hoa Kỳ 50 đi qua thị trấn.
Được đặt tên Austin, Texas, Austin đã được thành lập vào năm 1862, như một phần của một cao điểm đổ xô đi tìm bạc. Đến mùa hè năm 1863, các Austin và khu vực xung quanh sông Mỏ sông Reese có dân số trên 10.000, và nó trở thành quận lỵ của Quận Lander (quận lỵ đã được chuyển sang trận Mountain năm 1997).